# Arctosa lesserti
Arctosa lesserti là một loài nhện trong họ Lycosidae.
Loài này thuộc chi Arctosa. Arctosa lesserti được Eduard Reimoser miêu tả năm 1934.